# Simon Church
Simon Richard Church (* 10. prosince 1988, Amersham) je bývalý velšský fotbalista. Nastupoval především na postu útočníka. S velšskou fotbalovou reprezentací získal bronzovou medaili na mistrovství Evropy v roce 2016, nastoupil ve dvou ze šesti velšských utkání na turnaji. Za národní tým hrál v letech 2009–2016 a připsal si 35 reprezentačních startů a 3 branky. 15 startů a 8 branek je jeho bilance v jednadvacítce. V letech 2007–2013 byl kmenovým hráčem Readingu, ovšem absolvoval četná hostování (Crewe Alexandra, Yeovil Town, Wycombe Wanderers, Leyton Orient, Huddersfield Town), dále hrál za Charlton Athletic (2013–2015), Milton Keynes Dons (2015–2016), Aberdeen FC (hostování; 2016), Rodu Kerkrade (2016–2017), Scunthorpe United (2017–2018) a Plymouth Argyle (2018). Nejvyšší soutěž si zahrál ve Skotsku s Aberdeenem a v Nizozemsku s Rodou.